# Krestac
Krestac (lat. Cynosurus), biljni rod iz porodice trava, smješten u vlastiti podtribus Cynosurinae, dio tribusa Festuceae. Postoji 11 priznatih vrsta jednogodišnjeg raslinja i trajnica rasprostranjenih po Europi i sjevernoj Africi, te u Aziji od  Kavkaza i istočnog Mediteranado zapadne Himalaje. neke vrste uvezene su po drugim kontinentima
U Hrvatskoj rastu dvije vrste: 	obični krestac (Cynosurus cristatus) i  bodljasti krestac (Cynosurus echinatus).

## Vrste
1. Cynosurus balansae Coss. & Durieu
2. Cynosurus coloratus Lehm. ex Steud.
3. Cynosurus cristatus L.
4. Cynosurus echinatus L.
5. Cynosurus elegans Desf.
6. Cynosurus fertilis Lens ex Loisel.
7. Cynosurus junceus Murb.
8. Cynosurus obliquatus Link
9. Cynosurus peltieri Maire
10. Cynosurus polybracteatus Poir.
11. Cynosurus turcomanicus Proskur.

## Sinonimi
- Falona Adans.
- Phalona Dumort.